# Asfandyar Wali Khan
Asfandyar Wali Khan (em pachto: اسفند یار ولی خان) (Charsadda, 19 de fevereiro de 1949) é um político paquistanês. Socialista democrático, ele é presidente do Partido Nacional Awami no Paquistão.
Seu pai, Khan Abdul Wali Khan, foi o primeiro presidente do partido. Ele é neto de Khan Abdul Ghaffar Khan, mais conhecido como Bacha Khan; Abdul Ghaffar foi o fundador do movimento político pashtun não violento, Khudai Khidmatgar ("Servos do Deus") na Índia indivisa e um seguidor de Mahatma Gandhi. O tio de Asfandyar, Khan Abdul Jabbar Khan, foi o ministro-chefe do Congresso Nacional indiano da província da Fronteira Noroeste, durante os últimos dias do Raj britânico, e também o ministro-chefe da província durante os primeiros dias do Paquistão independente. Asfandyar é o atual presidente do Partido Nacional Awami e serviu como membro da Assembléia Provincial, membro da Assembléia Nacional, senador e atualmente deputado no Parlamento do Paquistão. Asfandyar Wali Khan recebeu o crédito da autonomia provincial e a renomeação da Província da Fronteira Noroeste como Khyber Pukhtoonkhwa, com o apoio do parceiro de coalizão PPP durante a 18ª emenda de 2010.

## Contexto pessoal

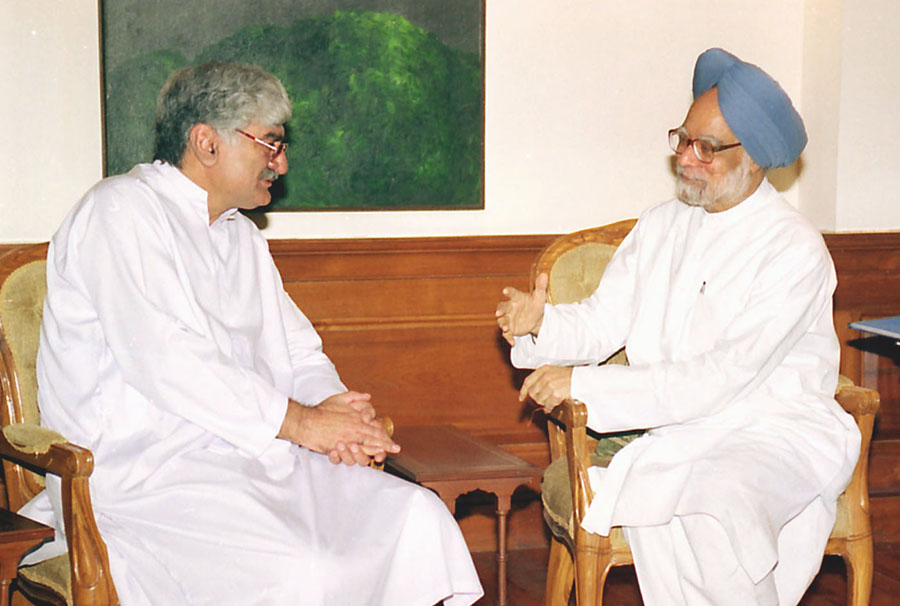
Asfandyar Wali Khan convida o Primeiro Ministro Manmohan Singh em Nova Délhi em 28 de julho de 2004.

Asfandyar Wali Khan nasceu em Charsadda, então uma pequena vila nos arredores de Peshawar, Khyber Pakhtoonkhwa, Paquistão. Ele é o filho mais velho de Khan Abdul Wali Khan e sua primeira esposa Taj Bibi. Após a morte de sua mãe em fevereiro de 1949, seu pai se casou com Nasim Wali Khan em 1954. Sangeen Wali Khan era seu meio-irmão e filho mais velho de Nasim Wali Khan.

### Educação
Asfandyar Wali Khan completou sua educação inicial no Aitchison College, Lahore, High School da Islamia Collegiate School e seu BA no Islamia College, Peshawar Pakhtoon Khwa Universidade de Peshawar.

## Carreira política
Asfandyar Wali Khan juntou-se à oposição a Ayub Khan como ativista estudantil. Ele teria pegado em armas com o apoio de Daoud Khan, presidente afegão. Em 1975, Asfandyar foi acusado do assassinato de Hayat Sherpao, contra cuja liderança na NWFP Asfandyar supostamente havia empreendido uma campanha armada. Ele foi preso e torturado pelo governo de Zulfiqar Ali Bhutto e condenado como parte do tribunal de Hyderabad por 15 anos. Lançado em 1978, ele ficou longe da política eleitoral até 1990. .
Asfandyar Wali Khan serviu como líder da Federação Estudantil de Pakhtun antes de ser eleito para a Assembléia Provincial nas eleições de 1990, enquanto nas eleições de 1993 ele foi eleito para a Assembléia Nacional do Paquistão. Um assento para o qual foi reeleito para a Assembléia Nacional nas eleições de 1997 e serviu como líder parlamentar da ANP e presidente do comitê permanente de coordenação entre províncias.
Em 1999, ele foi eleito presidente do partido pela primeira vez. Ele foi derrotado nas eleições de 2002, no que foi uma repetição da derrota de seu pai em 1990, quando uma aliança tática foi formada por todos os grupos anti-ANP contra ele. Após sua derrota, ele renunciou ao cargo de Presidente de seu partido, apenas para ser reeleito sem oposição nas eleições subsequentes. Em 2003, ele foi eleito para o Senado por um mandato de 6 anos. Ele foi reeleito para a Assembléia Nacional nas eleições parlamentares realizadas em fevereiro de 2008, levando seu partido ao poder provincial e nacional, o primeiro pela primeira vez desde 1947 e o segundo desde 1997.
Em setembro de 2008, ele foi eleito Presidente da Comissão Permanente de Relações Exteriores.
Em 2008, Dawn relatou que ele fez uma visita secreta aos Estados Unidos, na qual fez contatos de alto nível com o Comando Central dos EUA.

## Tentativa de assassinato
Em 3 de outubro de 2008, ele foi alvejado por um homem-bomba que tentou matá-lo enquanto cumprimentava convidados durante o Eid ul-Fitr. Logo após o ataque, Asfandyar Wali Khan deixou Charsadda em um helicóptero enviado pelo primeiro-ministro.